# メンディップ (駆逐艦)
メンディップ (HMS Mendip, L60)はイギリス海軍のハント級駆逐艦の第一生産グループ（Type I）に属する駆逐艦である。第二次世界大戦 を生き延びた後、中華民国・エジプト・イスラエルの三カ国で運用された経歴を持っている。

## 第二次世界大戦（イギリス海軍）での経歴
メンディップは1939年にイングランド北部のタイン・アンド・ウィア州、ウォルセンドのスワン・ハンター造船所で建造が開始され、1940年10月12日に竣工した。
メンディップはスカパ・フローを拠点とする本国艦隊に配備されたが、その直後に搭載していた爆雷の爆発事故により損傷を受けた。修理は1941年2月になって完了し、同年3月30日に改めて第21駆逐艦隊に配備され、この後約3年に渡り、北海や英仏海峡での輸送船団護衛や哨戒任務に就いた。1942年9月にはメンディップは第21駆逐艦隊の指揮艦となり、隊司令がメンディップの艦長となった。
1943年6月になるとメンディップは地中海艦隊に転属し、7月のハスキー作戦、9月のアヴァランチ作戦等、連合軍の作戦に参加した。1944年5月にはノルマンディー上陸作戦への対応のためイギリス本土に戻り、その後は終戦まで第21駆逐艦隊で輸送船団護衛や哨戒活動を続けた。
1946年になるとメンディップは予備役扱いとなり、その後イギリス海軍から退役した。

## 第二次世界大戦後の経歴

### 中華民国海軍
第二次世界大戦後の1948年5月、メンディップは国共内戦中の中華民国海軍にオーロラとともに貸し出され、1947年に戦死した中華民国の軍人張霊甫にちなんで霊甫（Lin Fu, リン・フー）と名付けられた。重慶（オーロラ）と霊甫は連れだってポーツマスを出港し、7月28日に香港に到着、後に上海及び南京に到着した。
その後国共内戦で国民党政権が不利になると重慶を始めとする中華民国海軍艦艇で中国共産党に乗組員ごと寝返る艦艇が相次いだため、危機感を覚えたイギリス政府は揚子江から撤退してきた霊甫が1949年5月27日に香港に燃料補給のために立ち寄った際に接収して返却させた。乗組員の間には共産党の細胞組織が形成されており、決起寸前だったが結果として未然に防がれた。

### エジプト海軍
1949年11月にメンディップはエジプト海軍に売却され、エジプト海軍艦艇としてモハメド・アリ＝エル＝ケビル（Mohamed ali-El-Kebir）と名付けられた。1951年にはイブラヒム＝エル＝アワル（Ibrahim-El-Awal）と改名された。
1956年のスエズ危機（第二次中東戦争）の際、イブラヒム＝エル＝アワルはイスラエルのハイファ市沖合いに海上封鎖を目的として派遣された。10月31日にハイファ沖に到着してハイファ市に砲撃を行い、ハイファに停泊していたフランス海軍のシュルクーフ級駆逐艦 D622 ケルサン（Kersaint）が応戦した。その後イスラエル海軍艦艇およびイスラエル空軍第113飛行隊のウーラガン戦闘機の攻撃を受け、イブラヒム＝エル＝アワルはイスラエル軍に拿捕された。

### イスラエル海軍
イスラエル海軍の艦艇として装備に組み込まれたメンディップ（イブラヒム＝エル＝アワル）は、イスラエル軍によりハイファ（INS Haifa）と名付けられた。ハイファはイスラエル海軍で1960年代後半まで現役であった。その後、1968年に標的艦となりガブリエル対艦ミサイルにより沈没したという情報と、1970年代まで訓練に使用され1972年に解体処分されたという情報がある。ハイファの2連装4インチ主砲と爆雷投射機は、現在もハイファ市のイスラエル海軍博物館に展示されている。

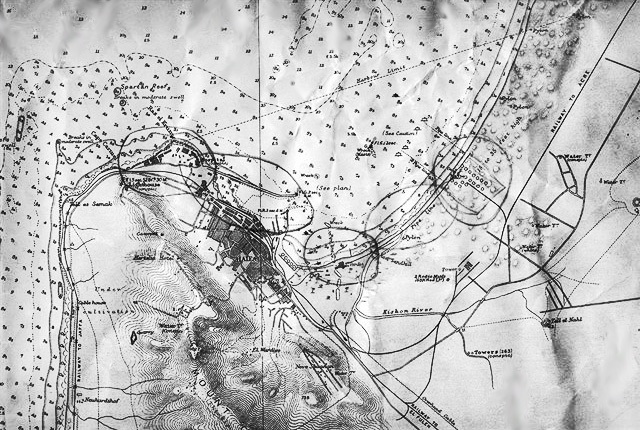
イブラヒム＝エル＝アワルによるハイファ砲撃計画図面
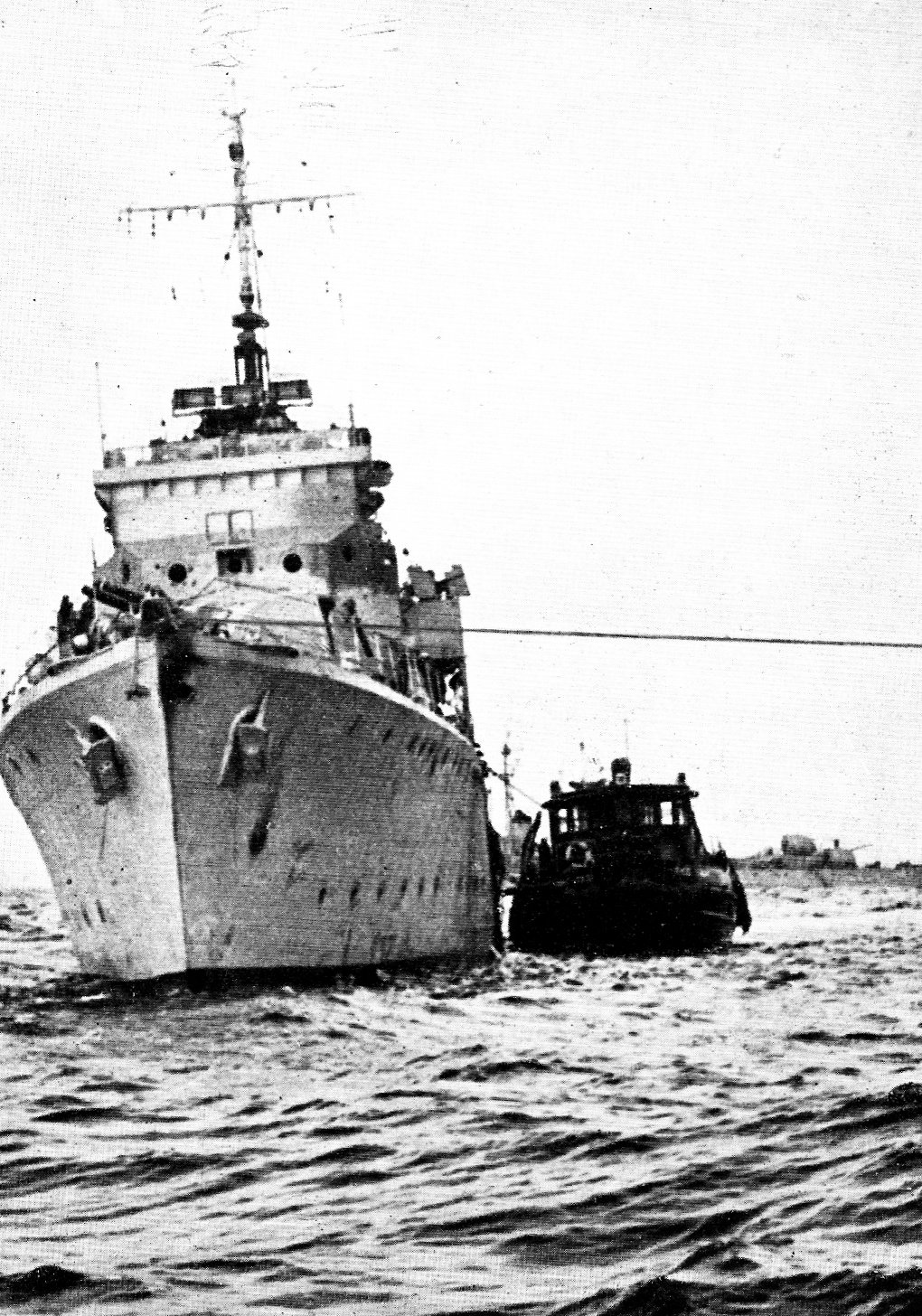
イスラエル軍に鹵獲されたイブラヒム＝エル＝アワル
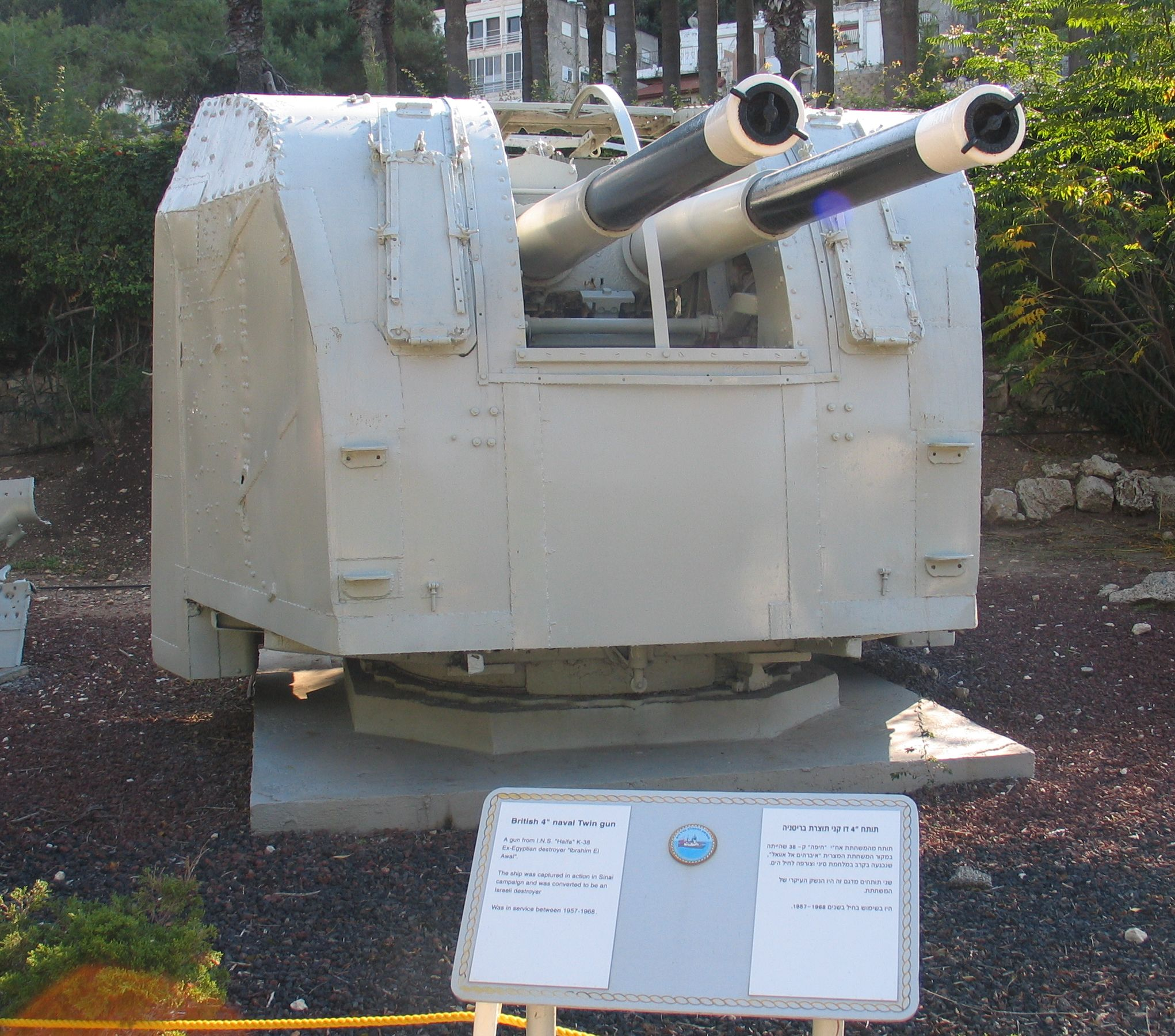
展示されているハイファの主砲。
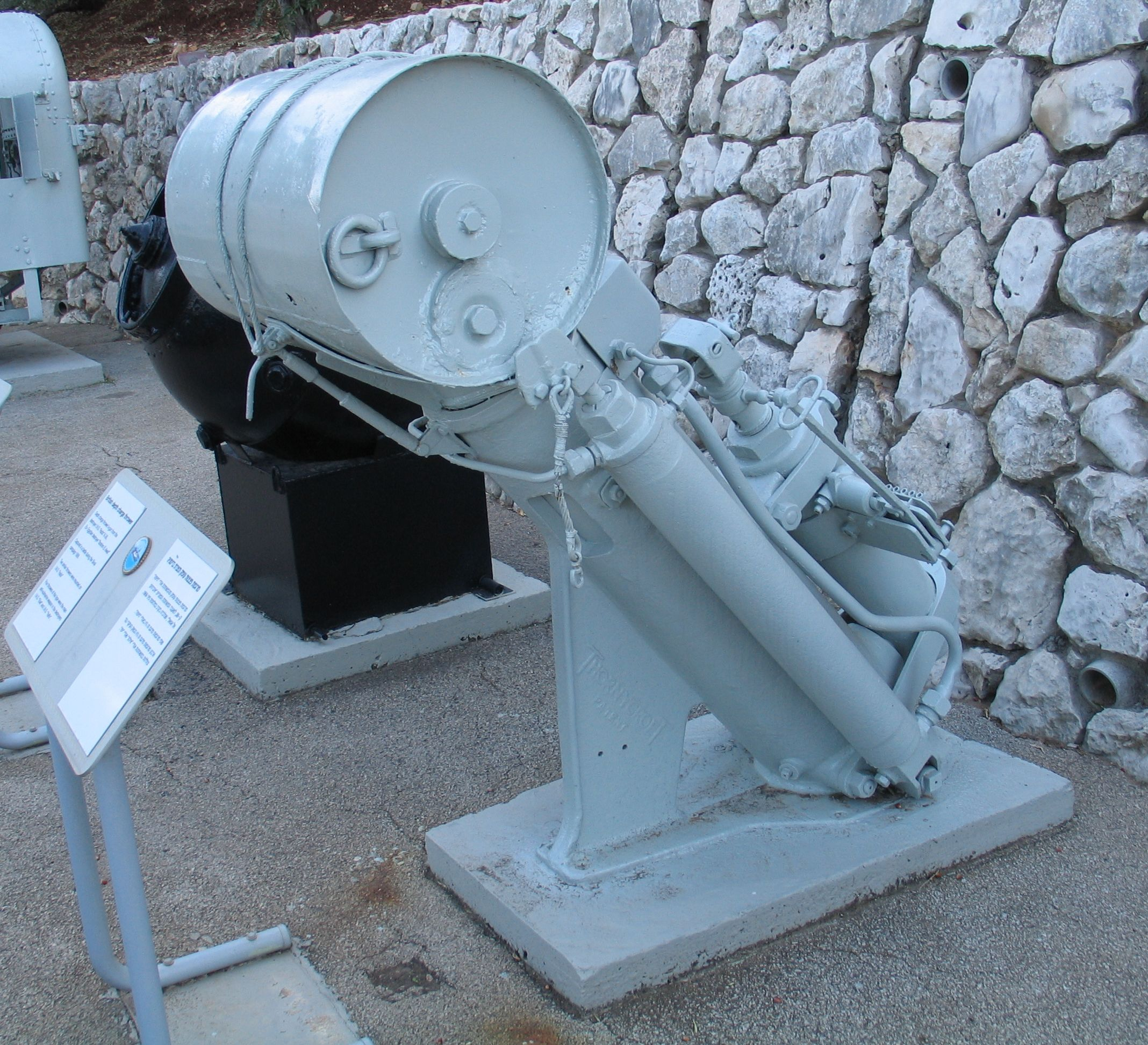
展示されているハイファの爆雷投射機。